# Галапагоски пиринчев пацов
Галапагоски пиринчев пацов или галапагоски пиринчев хрчак (лат. Aegialomys galapagoensis, енгл. Galápagos rice rat, рус. Галапагосский рисовый хомяк) је сисар из реда глодара и породице хрчкова (Cricetidae). 

## Распрострањење
Еквадор (само Галапагос) је једино познато природно станиште врсте.

## Станиште
Галапагоски пиринчев пацов има станиште на копну.

## Угроженост
Ова врста се сматра рањивом у погледу угрожености врсте од изумирања.

### Популациони тренд
Популациони тренд је за ову врсту непознат.